# Frédéric Ocqueteau
 (mars 2012).
Si vous disposez d'ouvrages ou d'articles de référence ou si vous connaissez des sites web de qualité traitant du thème abordé ici, merci de compléter l'article en donnant les références utiles à sa vérifiabilité et en les liant à la section « Notes et références ».
Frédéric Ocqueteau est né le 15 avril 1955. Docteur en Droit et en Sociologie politique. Directeur de recherches au CNRS (CESDIP).
Spécialiste des institutions policières, des métiers de la sécurité et des politiques publiques de sécurité. 
Il a dirigé le département de la recherche à l'Institut des Hautes Études de la Sécurité Intérieure de 1998 à 2002.
Il a été rédacteur en chef des Cahiers de la sécurité intérieure de 1998 à 2001, et membre du Conseil d'orientation de l'Observatoire national de la délinquance de 2004 à 2009.
Il a assumé de 2011 à 2017 la fonction de directeur éditorial de la revue Champ Pénal.

### Ouvrages dirigés
- Community Policing et zéro tolérance à New York et Chicago, en finir avec les mythes, 2003, Paris, La Documentation Française.
- Polices et politiques de sécurité. Concilier efficacité et respect des libertés, 2010, Paris, La Documentation Française, coll. « Problèmes politiques et sociaux », 972.

### Ouvrages codirigés
- Évaluer la police de proximité ? Problèmes, concepts, méthodes, 1998, Paris, La Documentation Française (avec J. Ferret).
- La police : une réalité plurielle, 2004, Paris, La Documentation Française, coll. « Problèmes politiques et sociaux », 905 (avec Dominique Monjardet).
- L’État à l’épreuve des sciences sociales. La fonction recherche dans les administrations sous la Ve République, 2005, Paris, La Découverte (avec P. Bezes, M. Chauvières, J. Chevallier et N. De Montricher).
- Dominique Monjardet. Notes inédites sur les choses policières. 1999-2006, suivi de Le sociologue, la politique, la police, 2008, Paris, La Découverte (avec Antoinette Chauvenet (dir.)).
- Contrôles et surveillances dans le cyberespace, Problèmes Politiques et Sociaux, 2011, 988 (avec Daniel Ventre (dir.)). (avant-propos)

### Ouvrages coédités
- Vigilance et sécurité dans les grandes surfaces, 1995, Paris, l’Harmattan (avec Marie-Lys Pottier).
- Ordonner le désordre, une contribution au débat sur les indicateurs du crime, 2002, Paris, La Documentation Française (avec Jacques Frenais et Pierre Varly).
- Une mémoire policière sale : le fichier STIC, 2010, Paris, Jean-Claude Gawsewitch Éditeur (avec Philippe Pichon ; Préface de Me William Bourdon).
- La sécurité privée en France, 2011, Paris, Presses universitaires de France, coll. « Que sais-je ? », 3912, 2011 (avec Daniel Warfman).